# 1317 Сільвретта
1317 Сільвретта (1317 Silvretta) — астероїд головного поясу, відкритий 1 вересня 1935 року.
Тіссеранів параметр щодо Юпітера — 3,053.
Назва походить від назви гірського масиву Silvretta (нім. Silvrettagruppe) у центральних Східних Альпах.